# Бон-Лугар

Бон-Лугар на карте штата.

Бон-Лугар (порт. Bom Lugar) — муниципалитет в Бразилии, входит в штат Мараньян. Составная часть мезорегиона Центр штата Мараньян. Входит в экономико-статистический микрорегион Медиу-Меарин. Население составляет 14 818 человек на 2010 год. Занимает площадь 445,476 км². Плотность населения — 33,26 чел./км².

## Демография
Согласно сведениям, собранным в ходе переписи 2010 г. Национальным институтом географии и статистики (IBGE), население муниципалитета составляет:
| Полное население                               | Полное население                               | Полное население                               | Полное население                               | 14 818 |
| ---------------------------------------------- | ---------------------------------------------- | ---------------------------------------------- | ---------------------------------------------- | ------ |
| в том числе:                                   | Городское население                            | 4181                                           | Процент городского населения, %                | 28,22  |
|                                                | Сельское население                             | 10 637                                         | Процент сельского населения, %                 | 71,78  |
|                                                | Мужское население                              | 7553                                           | Процент мужского населения, %                  | 50,97  |
|                                                | Женское население                              | 7265                                           | Процент женского населения, %                  | 49,03  |
| Плотность населения, чел/км²                   | Плотность населения, чел/км²                   | Плотность населения, чел/км²                   | Плотность населения, чел/км²                   | 33,26  |
| Население муниципалитета в % к населению штата | Население муниципалитета в % к населению штата | Население муниципалитета в % к населению штата | Население муниципалитета в % к населению штата | 0,23   |

По данным оценки 2016 года, население муниципалитета составляет 15 855 жителей.

## История
Город основан 1 января 1997 года. 

## Статистика
- Валовой внутренний продукт на 2003 год составляет 20 108 425,00 реалов (данные: Бразильский институт географии и статистики).
- Валовой внутренний продукт на душу населения на 2003 год составляет 1602,14 реала (данные: Бразильский институт географии и статистики).
- Индекс развития человеческого потенциала на 2000 год составляет 0,541 (данные: Программа развития ООН).